# Cooloola
Famille
Genre
Cooloola est un genre d'orthoptères, le seul de la famille des Cooloolidae.

## Distribution
Les espèces de ce genre sont endémiques du Queensland en Australie.

## Étymologie
Le nom de ce genre est une référence au Parc national Great Sandy, également appelé Parc national de Cooloola, situé dans la localité du même nom. C'est le lieu où a été décrit l'espèce type : C. propator.

## Liste des espèces
Selon Orthoptera Species File (16 octobre 2024) :
- Cooloola barakula Rentz & Monteith, 2022[2] - Monstre de Barakula
- Cooloola dingo Rentz, 1986 - Monstre de Dingo
- Cooloola gurgeena Rentz & Monteith, 2022[2] - Monstre de Gurgeena
- Cooloola longipennis Rentz & Monteith, 2022[2] - Monstre macroptère
- Cooloola microptera Rentz & Monteith, 2022[2] - Monstre microptère
- Cooloola moesenederi Rentz & Monteith, 2022[2] - Monstre de Moeseneder
- Cooloola mulleri Rentz & Monteith, 2022[2] - Monstre de Muller
- Cooloola pearsoni Rentz, 1999 - Monstre de Pearson
- Cooloola propator Rentz, 1980 - Monstre de Cooloola
- Cooloola wilsonorum Rentz & Monteith, 2022[2] - Monstre des Wilson
- Cooloola ziljan Rentz, 1986 - Monstre de la canne à sucre

## Référence
- Rentz, 1980 : A new family of ensiferous Orthoptera from the coastal sands of southeast Queensland. Memoirs of the Queensland Museum, vol. 20, n. 1, p. 49-63.